# 利馬 (俄亥俄州)
利馬（英語：Lima）是美国俄亥俄州艾伦县的一个城市和县城，位于俄亥俄州西北部75号州际公路沿线，代顿以北约116公里，托莱多西南126公里。
截至2010年人口普查，全市人口38,771人。 它是俄亥俄州利馬大都会统计区主要的城市并被包括在内，属于俄亥俄州的利馬-范沃特-沃帕科内塔联合统计区。 利馬始建于1831年。
利馬陆军坦克工厂建于1941年，是M1艾布拉姆斯的唯一生产商。